# Brzuszki Buddy

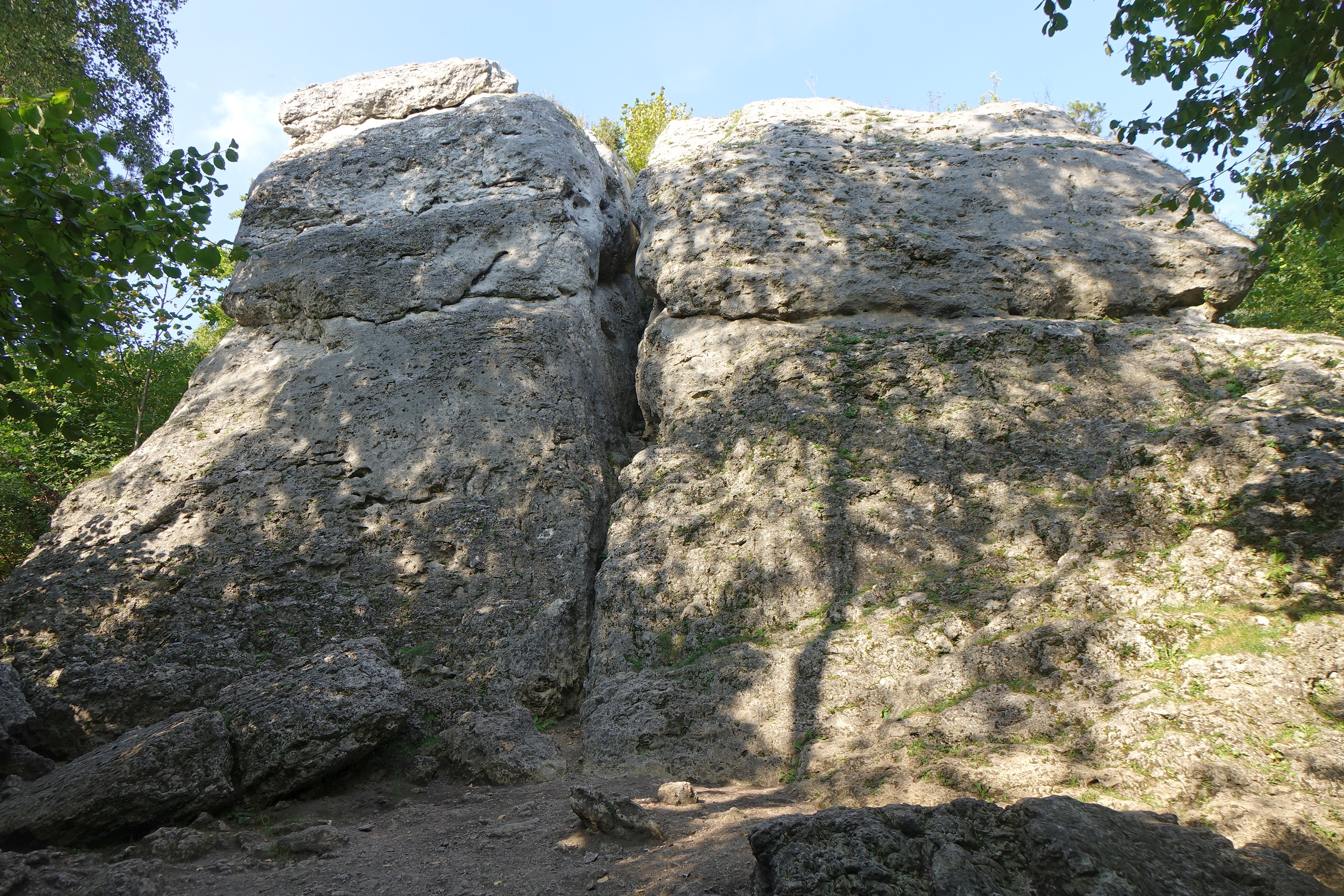

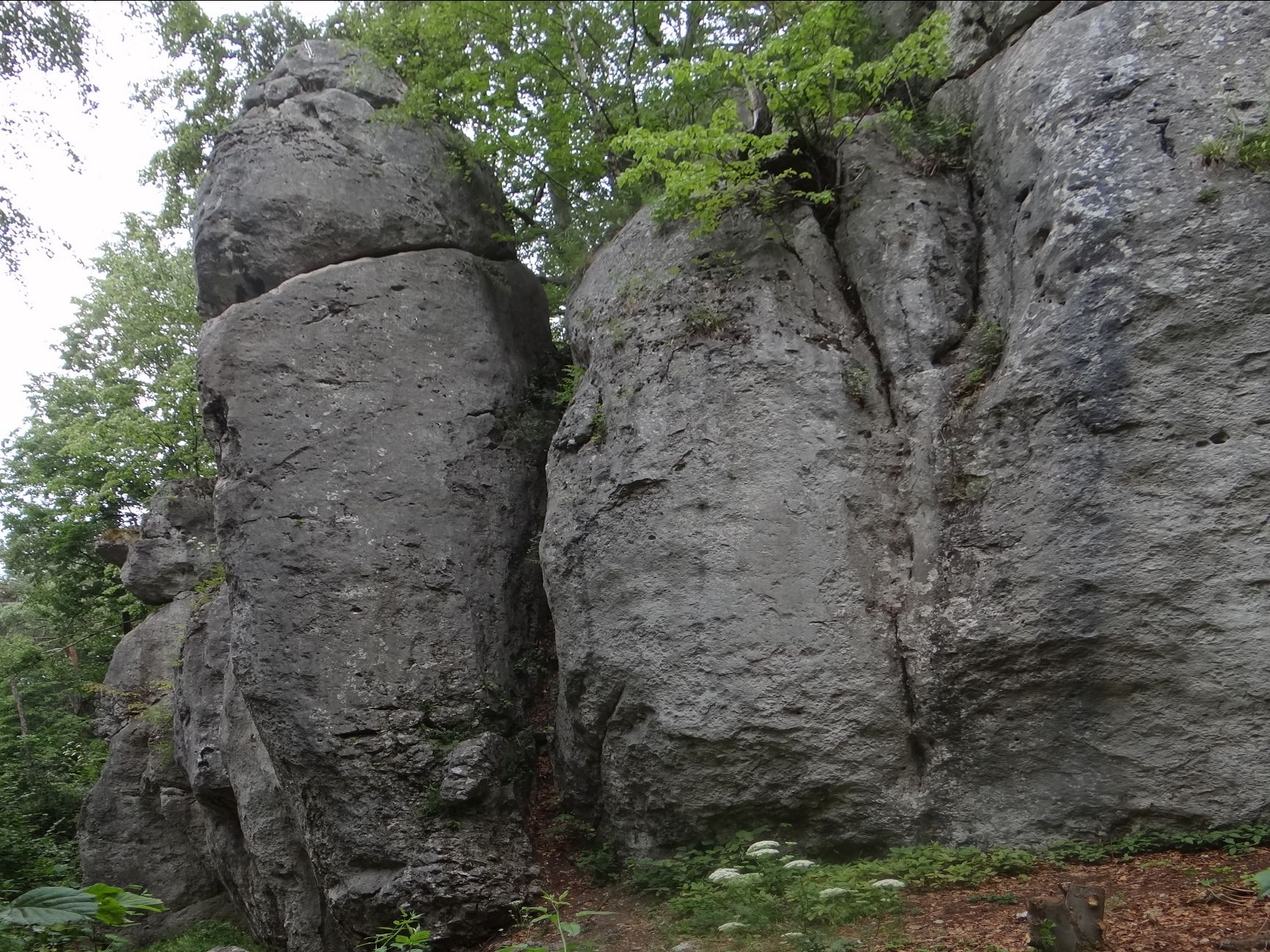

Brzuszki Buddy – skała na wzniesieniu Kołaczyk w miejscowości Kroczyce w województwie śląskim, w powiecie zawierciańskim, w gminie Kroczyce. Wzniesienie to należy do tzw. Skał Kroczyckich i znajduje się w obrębie rezerwatu przyrody Góra Zborów na Wyżynie Częstochowskiej.
Brzuszki Buddy to skała wapienna znajdująca się w lesie we wschodniej części skał wzniesienia Kołaczyk, przez wspinaczy skalnych nazywanego Górą Kołoczek. Ma połogie i pionowe ściany o wysokości 10–12 m. Występują w niej takie formacje skalne jak filar i komin.

## Drogi wspinaczkowe
Ściany wspinaczkowe mają wystawę południowo-zachodnią. Wspinacze skalni poprowadzili na nich 12 dróg wspinaczkowych o stopniu trudności od II do VI.1+ w skali Kurtyki. Wszystkie z wyjątkiem jednej prowadzącej kominem posiadają dobrą asekurację: 3-6 ringów (r) i stanowiska asekuracyjne (st). Wspinaczka kominem przez zapieraczkę (II stopień trudności).
1. Izotonic Baby; 4r + st, VI.1+, 12 m
2. Przygody Kaczora Donalda; 3r + st, VI, 12 m
3. Między nami jaskiniowcami; 5r + st, V-, 12 m
4. Droga Badury-Kiełkowskiego; 4r + st, IV, 13 m
5. Brzuszki Buddy; 6r + st, IV, 12 m
6. Myszka Miki i przyjaciele; 5r + st, IV+, 12 m
7. Scooby Doo; 5r + st, V-, 12 m
8. Komin Buddy; II, 11 m
9. Parszywa dwunastka; 3r + st, IV, 11 m
10. Reksio; 4r + ST III, 11 m
11. Bolek i Lolek; 4r + st, IV, 11 m
12. Miś Uszatek; 4r + st, IV, 11 m[3].